# FA Red Boys Differdange
Football Association Red Boys Differdange a fost un club de fotbal din Differdange, Luxemburg. Clubul a fost fondat în 1907, s-a desființat în 2003, și acum face parte din FC Differdange 03.

## Palmaress
- BGL Ligue

Winners (6): 1922–23, 1925–26, 1930–31, 1931–32, 1932–33, 1978–79
Runners-up (10): 1926–27, 1933–34, 1934–35, 1957–58, 1973–74, 1975–76, 1979–80, 1980–81, 1983–84, 1984–85
- Cupa Luxemburgului

Winners (15): 1924–25, 1925–26, 1926–27, 1928–29, 1929–30, 1930–31, 1933–34, 1935–36, 1951–52, 1952–53, 1957–58, 1971–72, 1978–79, 1981–82, 1984–85
Runners-up (9): 1923–24, 1931–32, 1934–35, 1947–48, 1949–50, 1954–55, 1969–70, 1976–77, 1985–86

## Evoluția în competițiile europene
- UEFA Champions League

First round (1): 1979–80
- Cupa Cupelor UEFA

First round (3): 1972–73, 1982–83, 1985–86
- Cupa UEFA

First round (6): 1974–75, 1976–77, 1977–78, 1980–81, 1981–82, 1984–85
|                      | Pld | W | D | L  | GF | GA  | GD  |
| -------------------- | --- | - | - | -- | -- | --- | --- |
| Red Boys Differdange | 20  | 1 | 1 | 18 | 8  | 103 | −95 |